# Antoni Kołłątaj
Antoni Kołłątaj herbu Kotwica (ur. 1776, zginął 28 sierpnia 1794) – bratanek Hugona Kołłątaja, uczestnik insurekcji warszawskiej i kościuszkowskiej.
Syn Jana starosty serbinowskiego, za waleczność i odwagę w bitwach pod Racławicami oraz Szczekocinami mianowany przez Tadeusza Kościuszkę porucznikiem. Poległ w czasie szturmu  Prusaków na Powązki niedaleko pałacu Czartoryskich 28 sierpnia 1794. Okoliczności śmierci znajdują się w książce Kazimierza Bartoszewicza pt. Dzieje insurekcji kościuszkowskiej: "Kołłątaj darował życie proszącemu o pardon oficerowi pruskiemu i został następnie przez niego zdradziecko ugodzony". Odznaczony pierścieniem Ojczyzna Obrońcy Swemu po Bitwie pod Szczekocinami. Został pochowany na Starych Powązkach.